# المهداف (السياني)

تعديل مصدري - تعديل

المهداف محلة تابعة لقرية المعزبة، التابعة لعزلة المجزع بمديرية السياني إحدى مديريات محافظة إب في الجمهورية اليمنية.، بلغ تعداد سكانها 36 حسب تعداد اليمن لعام 2004.